# Walentin Andrejewitsch Trifonow

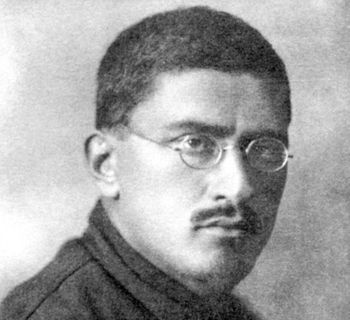
Walentin Trifonow

Walentin Andrejewitsch Trifonow (russisch Валентин Андреевич Трифонов; * 8. September 1888; † 15. März 1938 in Moskau) war ein sowjetischer Politiker und Führer der Roten Armee.

## Leben
Trifonow nahm an den Revolutionen von 1905 und 1917 teil. Im Russischen Bürgerkrieg kämpfte er gegen Denikin. Er war Mitglied des Revolutionären Kriegsrates der 3. Armee. Ende der 30er-Jahre fiel er dem Terror Stalins durch Erschießung zum Opfer. Walentin Trifonow war der Vater des Schriftstellers Juri Walentinowitsch Trifonow, der einen semidokumentarischen Roman über das Schicksal seines Vaters verfasste.